# 盧埃林·阿頗·格魯菲德
盧埃林·阿頗·格魯菲德（Llywelyn ap Gruffydd；1228年—1282年12月11日）是英格蘭王國征服威爾斯以前的最後一代威爾斯親王。他是卢埃林大帝之孫。

## 生涯
1246年，在叔叔戴维兹·阿普·格鲁菲兹死后先后成為圭内斯亲王和威爾斯親王，和亨利三世對抗的同時，在威爾斯中部擴大領土。1267年，威爾斯親王的地位在蒙哥馬利條約中獲得亨利三世承認，之後持續擴大領土，以謀求威爾斯的統一，因此受到威爾斯南部諸侯的敵視。1272年，愛德華一世成為英格蘭國王。1277年，因為婚約問題，愛德華一世入侵威爾斯，愛德華得到南部諸侯及卢埃林之弟戴维兹·阿普·格鲁菲兹的協助，卢埃林在戰敗後臣服，但保留公爵頭銜。1282年復活節，因為不滿英格蘭的統治，魯維林之弟大衛茲襲擊英格蘭貴族駐守的城堡，衝突迅速擴散至威爾斯其他地方，卢埃林在喪妻之後加入戰局，但受英軍伏击而戰死。

## 外部連結
- Death of Llywelyn